# V601N
V601Nは、NECが製造し、ボーダフォン日本法人（現ソフトバンクモバイル）が販売していたPDC通信方式の日本で携帯電話端末の中で初の地上アナログテレビジョンチューナーを内蔵する携帯電話端末である。

## 特徴
- J-N51をベースに、地上アナログ放送を視聴出来るように作られたV6シリーズのハイエンド端末。
- 各部にアルミの装飾をしている。
- TV・ビデオ・DVD・カラオケ（DAM）リモコン、40和音着信メロディー対応。
- カメラ部が丸く、カメラ周辺にはLEDが埋め込んである。
- SDカード非対応で31万画素のカメラ、100kアプリなど、J-N51譲りゆえに他の機種に比べて進んでいない部分も多々存在する。
- サブディスプレイがJ-N51と同じく、1.2インチ（120×80ドット）で65,536色の高輝度TFT液晶を採用している。
- サブディスプレイにも壁紙やカレンダーを設定できる。
- 現代の携帯電話は“省電力・省スペース・省コスト”の為にサブディスプレイを簡略化もしくは省略している。その為、現代の携帯電話より情報面では優れている。
- 入力ケーブル（モノラル音声）をつなげればビデオ等機器からの映像・音声出力が可能。やろうと思えば、ビデオ機器だけでなく、スーパーファミコンやプレイステーション等のゲーム機の映像・音声も出力可能である。
- TV連続60分視聴可能とあるが、実際の使用においては30分ほどで携帯電話全体が高温になり、電池ゲージが1〜2本になる（設定で、オフタイマーが60分と30分のどちらかを強制で選ばなければならない）。
- なお、当時は個人情報を記録するカードが存在していない為（機種変更毎にショップのパソコンで情報を引継ぎ、旧携帯の電波を圏外にする方法）、現在のTV付き携帯電話と違い、解約したとしてもTV視聴は可能であった(現在のSoftBank 3G端末は、SoftBank 3G USIMカードなしの状態で電源をオンにすると、「USIMカード未挿入です。電源OFF後、USIMカードを挿入してください。」と表示されて電源オフ以外の操作が不可能となる)。2010年3月31日にPDC方式がサービス終了し、更に2011年7月24日（2011年3月11日に発生した東日本大震災で莫大な被害を受けた岩手県・宮城県・福島県は2012年3月31日）にアナログテレビ放送が終了したため、完全に役目を終えた。

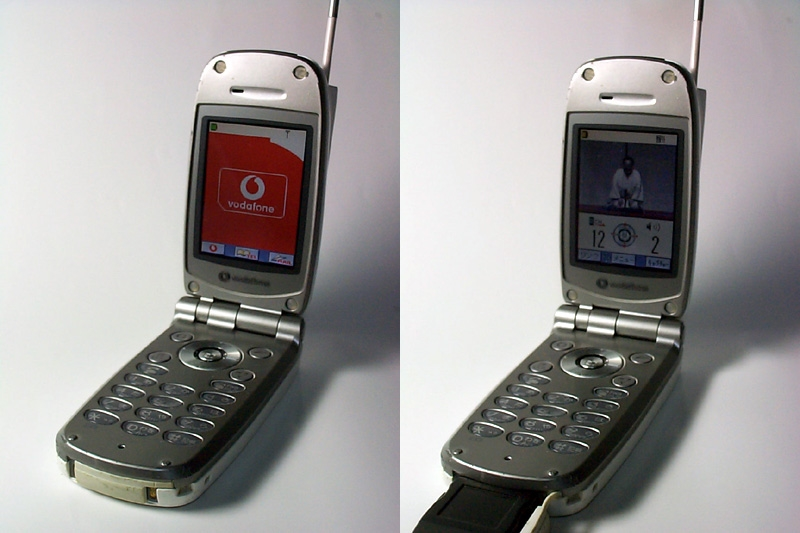
左側起動画面、右側TV受信画面

## カラーバリエーション
- ポーラホワイト
- カーマインレッド
- スチールブラック

## 付属品
- 電池パック
- 卓上ホルダー
- 急速充電器（V601N専用品）
- TVアンテナ付きステレオイヤホンマイク
- ライン入力ケーブル
- 接写deレンズ